# Lukas Johne

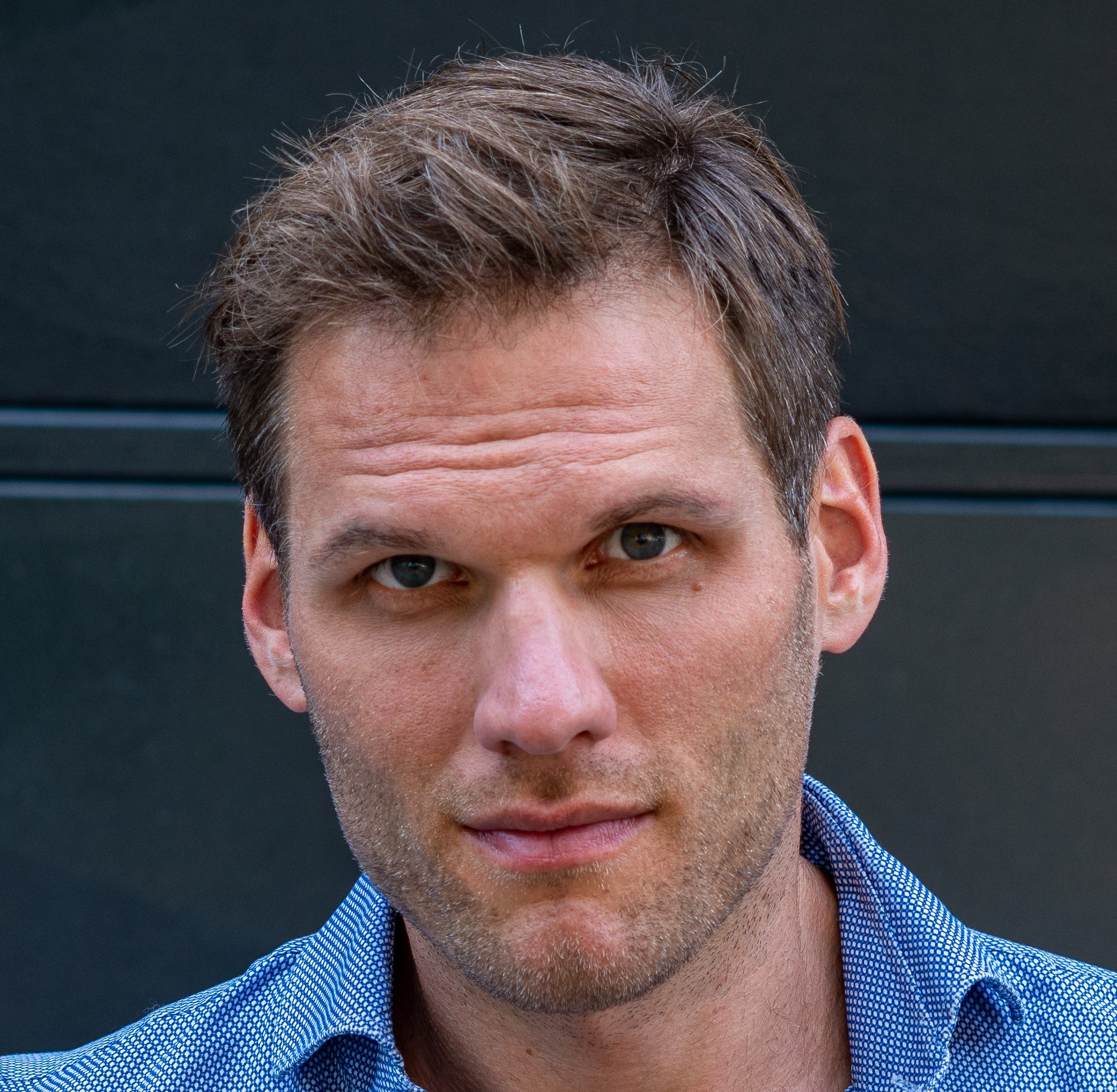
Lukas Johne, 2019

Lukas Johne (* 5. Dezember 1981 in Wien) ist ein österreichischer Schauspieler, Sänger und Regisseur.

## Leben
Johne wuchs in Niederösterreich auf. Er studierte von 2006 bis 2011 Philosophie in Wien und Nizza (akademischer Abschluss: Mag. phil.). Parallel dazu besuchte er von 2006 bis 2009 die Schauspielschule von Elfriede Ott in Wien. Bereits während seiner Schauspielschulzeit war er 2009 bei den Osterfestspielen Salzburg und an verschiedenen Off-Theatern wie der Neuen Tribüne Wien beschäftigt. 2008 produzierte er im ältesten Irrenhaus Kontinentaleuropas, dem Narrenturm sein erstes Theaterstück, eine Version von Fight Club, in dem er die Rolle des Erzählers spielte. Vor 2010 bis 2011 war er als „Rocky“ in der „Rocky Horror Show“ am Tiroler Landestheater zu sehen. 2013 spielte er die Rolle des Alain in Wastwater von Simon Stevens am Wiener Akademietheater. 2013 spielte er Marcel Cerdan in dem Stück Der Boxer und die Violinistin, bei dem er erstmals auch Regie führte. Er trat in einigen weiteren Off-Theatern, sowie mit seinem eigenen Chansonprogramm Laute(r) (Un)Pathetische (Liebes)Lieder auf. Seit 2011 wirkt er auch in Film- und Fernsehproduktionen mit. Er arbeitet als Übersetzer und Drehbuchautor und lebt in Wien und London, wo er u. a. für das Central Saint Martins College of Art and Design auf der Bühne stand. 2019 gründete er die „Kultur. Sommerfrische. Puchberg am Schneeberg“, ein zweisprachiges Festival für zeitgenössisches Theater im südlichen Niederösterreich.

## Filmografie (Auswahl)
- 2011: Tatort: Ausgelöscht (Regie: Harald Sicheritz)
- 2012: Grimm’s Snow White (Regie: Rachel Lee Goldenberg)
- 2013: Die Spionin (Fernsehfilm)
- 2013: SOKO Donau (Fernsehserie, 1 Folge)
- 2014: The Quest (Fernsehserie, 2 Folgen)
- 2015: The Team (Fernsehserie, 2 Folgen)
- 2015: Altes Geld (Regie: David Schalko)
- 2016: Stille Reserven (Regie: Valentin Hitz)
- 2016: Allied – Vertraute Fremde (Regie: Robert Zemeckis)
- 2016: A Tokio Hallway (Kurzfilm)
- 2017: Anna Fucking Molnar (Regie: Sabine Derflinger)
- 2017: SOKO Donau (Fernsehserie, 1 Folge)
- 2017: Gent(i)lemen (Kurzfilm)
- 2018: L’Animale (Regie: Katharina Mückstein)
- 2019: Blind Ermittelt – Blutsbande (Regie: Jano Ben Chaabane)
- 2019: Moje Povstannie 2 (Regie: Juraj Stepka)
- 2019: Vienna Blood – Königin der Nacht (Regie: Umut Dağ)
- 2019: Kaviar (Kinofilm)
- 2020: Vorstadtweiber (Regie: Harald Sicheritz)
- 2021: Hinterland (Regie: Stefan Ruzowitzky)
- 2022: Eismayer (Regie: David Wagner)
- 2024: 3 Frauen 1 Streik (Regie: Metin Yegin)

## Drehbuch und Regie
- 2016: A Tokio Hallway (Kurzfilm)
- 2017: Gent(i)lemen (Kurzfilm)

## Übersetzung
- 2016: Fantomas Versus the Power of Extinction (Brut Wien)